# André Van Cauwenberghe
André Augustin Van Cauwenberghe (Bernissart, 11 september 1914 - Charleroi, 8 oktober 1994) was een Belgisch politicus voor de PSB.

## Levensloop
Van Cauwenberghe was journalist bij Le Peuple en beheerder van de Socialistische Mutualiteiten.
Van 1949 tot 1962 was hij federaal secretaris van de PSB-federatie van het arrondissement Charleroi en in 1951 werd hij voor deze partij gemeenteraadslid van Charleroi, waar hij vanaf januari 1971 schepen was. Hij oefende beide functies uit tot in 1982, toen hij bij de gemeenteraadsverkiezingen dat jaar plaatsmaakte voor zijn zoon Jean-Claude Van Cauwenberghe, die burgemeester van Charleroi en later minister-president van de Waalse regering zou worden.
Van 1958 tot 1961 was Van Cauwenberghe eveneens provincieraadslid van Henegouwen. Daarna zetelde hij van 1961 tot 1974 als rechtstreeks gekozen senator voor het arrondissement Charleroi in de Senaat, waardoor hij van 1971 tot 1974 automatisch ook in de Cultuurraad voor de Franse Cultuurgemeenschap zetelde. Op zijn voorstel werd de kiesgerechtigde leeftijd voor de gemeenteraadsverkiezingen verlaagd van 21 naar 18 jaar.
In juli 1965 werd hij benoemd tot minister-staatssecretaris voor het Openbaar Ambt, adjunct bij de eerste minister voor het openbaar ambt in de regering-Harmel. Hij oefende deze functie uit tot 19 maart 1966.